# Світогляд (журнал)
Світо́гляд — науково-популярний журнал. Видається українською мовою. Заснований у 2006 році. Засновники: Національна академія наук України, Головна астрономічна обсерваторія НАН України. Свідоцтво про державну реєстрацію КВ N III80-60Р від 25.04.2006. Головний редактор: Яцків Ярослав Степанович. Члени редколегії: С. Й. Вовканич, Б. В. Гриньов, І. М. Дзюба, І. Т. Жук, А. П. Загнітко, М. З. Згуровський, А. С. Івченко, В. А. Кордюм, О. О. Кришталь, С. В. Кульчицький, Ю. І. Кундієв, С. Я. Кучмій, Л. А. Пиріг, М. В. Попович, В. П. Платонов, Ю. М. Ранюк, В. А. Шендеровський.

## Проблематика
Популяризація наукових знань, висвітлення проблем і здобутків світової та вітчизняної науки, а також дискусій щодо глобальних викликів XXI століття.